# Uniform Vehicle Code
De Uniform Vehicle Code is een privaatwet in de Verenigde Staten, gebaseerd op verkeersovertredingen en -registratie. De code is opgesteld door het National Committee on Uniform Traffic Laws and Ordinances, een non-profitorganisatie. De meeste leden van deze organisatie zijn staatsoverheden. Het gebruik van de wet verschilt per staat. In grote lijnen worden de richtlijnen tot het verschaffen van een legitiem rijbewijs besproken en vastgesteld.